# Rachael Coopes

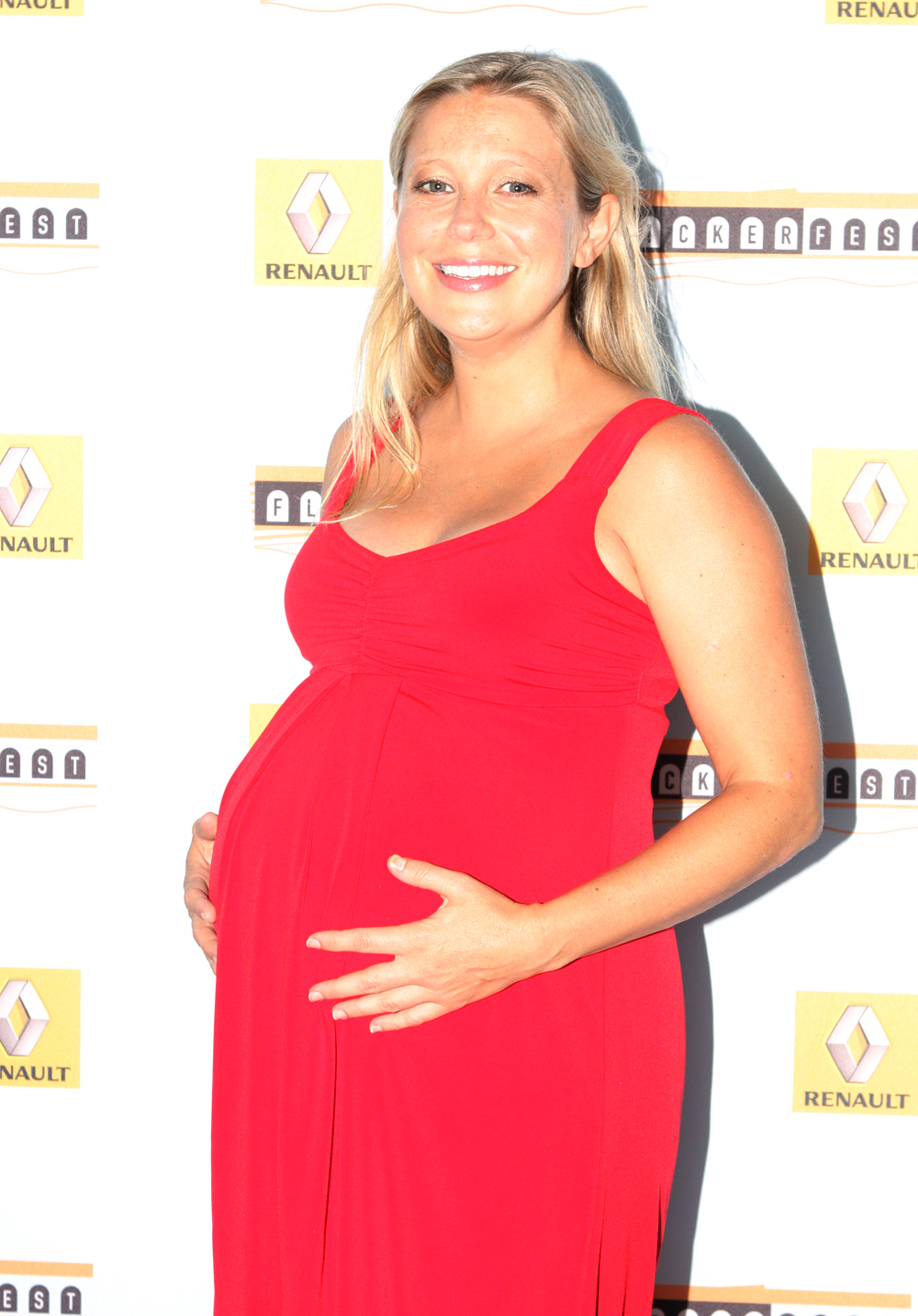
Coopes 2013-ban

Rachael Coopes (Rachel Coopes) ausztrál színésznő.

## Életrajza
Sydney-ben végezte el a közgazdasági egyetemet, közben sorozatokban vállalt szerepeket. Többek közt a Titkos életünk című sorozatban is feltűnt. 2004-ben ösztöndíjat kapott Párizsba, ahol Philippe Gauliernál tanult,aki Sascha Baron Cohen tanára/mentora is volt. 2007-ben tért vissza Ausztráliába, ahol a McLeod lányai című sorozat egyik szereplője lett. Ő alakítja az állatorvosnőt, Ingrid Marrt.

## Díjai
2005. Marten Bequest Award for Excellence in Acting

## Munkái
| év         | film              | szerepe                 |
| ---------- | ----------------- | ----------------------- |
| 1999       | Dog's Head Bay    | Amanda                  |
| 2000       | All Saints        | Sandy Lancaster         |
| 2001-2003  | Life Support      | Sigourney               |
| 2002       | White Collar Blue | Jenny Murphy (1 rész)   |
| 2003, 2004 | All Saints        | Kirsten Sutton (7 rész) |
| 2003       | Titkos életünk    | Suzanne (1 rész)        |
| 2007-2008  | McLeod lányai     | Ingrid Marr             |